# Hannes Van der Bruggen
Hannes Van der Bruggen (Burst, 1º aprile 1993) è un calciatore belga, centrocampista del Cercle Bruges.

## Caratteristiche tecniche
Centrocampista centrale dotato di un buon fisico e abile tecnicamente, è bravo nell'impostazione del gioco e nei passaggi nello stretto. Per le sue caratteristiche è stato paragonato a Marco Verratti.

## Carriera

### Club
Cresciuto nel settore giovanile del Gent, dopo 13 anni complessivi trascorsi con il Buffalo, il 20 gennaio 2017 viene acquistato dal Kortrijk, con cui firma fino al 2021.

### Nazionale
Ha giocato in tutte le rappresentative giovanili belghe, esordendo con l'under-21 il 14 agosto 2012, in occasione dell'amichevole vinta 0-1 contro la Scozia.

## Statistiche

### Presenze e reti nei club
Statistiche aggiornate al 2 febbraio 2018.
| Stagione             | Squadra              | Campionato           | Campionato | Campionato | Coppe nazionali | Coppe nazionali | Coppe nazionali | Coppe continentali | Coppe continentali | Coppe continentali | Altre coppe | Altre coppe | Altre coppe | Totale | Totale | Totale |
| Stagione             | Squadra              | Comp                 | Pres       | Reti       | Comp            | Pres            | Reti            | Comp               | Pres               | Reti               | Comp        | Pres        | Reti        | Pres   | Reti   |        |
| -------------------- | -------------------- | -------------------- | ---------- | ---------- | --------------- | --------------- | --------------- | ------------------ | ------------------ | ------------------ | ----------- | ----------- | ----------- | ------ | ------ | ------ |
| 2010-2011            | Gent                 | D1                   | 0+1        | 0          | CB              | -               | -               | UCL+UEL            | 0                  | 0                  | -           | -           | -           | 1      | 0      |        |
| 2011-2012            | Gent                 | D1                   | 14+3       | 2          | CB              | 1               | 0               | -                  | -                  | -                  | -           | -           | -           | 18     | 2      |        |
| 2012-2013            | Gent                 | D1                   | 24+8       | 1+1        | CB              | 3               | 0               | UEL                | 3                  | 0                  | -           | -           | -           | 38     | 2      |        |
| 2013-2014            | Gent                 | D1                   | 23+4       | 0          | CB              | 4               | 0               | -                  | -                  | -                  | -           | -           | -           | 31     | 0      |        |
| 2014-2015            | Gent                 | D1                   | 16+8       | 1          | CB              | 4               | 0               | -                  | -                  | -                  | -           | -           | -           | 28     | 1      |        |
| 2015-2016            | Gent                 | D1                   | 9+3        | 1          | CB              | 2               | 1               | UCL                | 0                  | 0                  | SB          | 0           | 0           | 19     | 0      |        |
| 2016-gen. 2017       | Gent                 | D1                   | 7          | 0          | CB              | 1               | 0               | UEL                | 3                  | 0                  | -           | -           | -           | 23     | 0      |        |
| Totale Gent          | Totale Gent          | Totale Gent          | 120        | 6          |                 | 15              | 1               |                    | 6                  | 0                  |             | 0           | 0           | 141    | 7      |        |
| gen.-giu. 2017       | Kortrijk             | D1                   | 9+8        | 0          | CB              | -               | -               | -                  | -                  | -                  | -           | -           | -           | 17     | 0      |        |
| 2017-2018            | Kortrijk             | D1                   | 29+8       | 0          | CB              | 4               | 0               | -                  | -                  | -                  | -           | -           | -           | 41     | 0      |        |
| 2018-2019            | Kortrijk             | D1                   | 26+9+1     | 0+2+0      | CB              | 1               | 0               | -                  | -                  | -                  | -           | -           | -           | 37     | 2      |        |
| 2019-2020            | Kortrijk             | D1                   | 26         | 3          | CB              | 5               | 0               | -                  | -                  | -                  | -           | -           | -           | 31     | 3      |        |
| 2020-gen. 2021       | Kortrijk             | D1                   | 17         | 1          | CB              | 0               | 0               | -                  | -                  | -                  | -           | -           | -           | 17     | 1      |        |
| Totale Kortrijk      | Totale Kortrijk      | Totale Kortrijk      | 107+25+1   | 4+2        |                 | 10              | 0               |                    | -                  | -                  |             | -           | -           | 143    | 6      |        |
| gen.-giu. 2021       | Cercle Bruges        | D1                   | 10         | 0          | CB              | 3               | 0               | -                  | -                  | -                  | -           | -           | -           | 13     | 0      |        |
| 2021-2022            | Cercle Bruges        | D1                   | 29         | 0          | CB              | 1               | 0               | -                  | -                  | -                  | -           | -           | -           | 30     | 0      |        |
| 2022-2023            | Cercle Bruges        | D1                   | 21+6       | 0          | CB              | 1               | 0               | -                  | -                  | -                  | -           | -           | -           | 28     | 0      |        |
| 2023-2024            | Cercle Bruges        | D1                   | 23+10      | 0          | CB              | 1               | 0               | -                  | -                  | -                  | -           | -           | -           | 34     | 0      |        |
| 2024-2025            | Cercle Bruges        | D1                   | 27+1       | 1          | CB              | 0               | 0               | UEL+UECL           | 3+7                | 0+1                | -           | -           | -           | 38     | 2      |        |
| Totale Cercle Bruges | Totale Cercle Bruges | Totale Cercle Bruges | 109+17     | 1          |                 | 6               | 0               |                    | 10                 | 1                  |             | -           | -           | 142    | 2      |        |
| Totale carriera      | Totale carriera      | Totale carriera      | 379        | 13         |                 | 31              | 1               |                    | 16                 | 1                  |             | 0           | 0           | 426    | 15     |        |

### Cronologia presenze e reti in Nazionale
| Cronologia completa delle presenze e delle reti in nazionale ― Belgio under 21 | Cronologia completa delle presenze e delle reti in nazionale ― Belgio under 21 | Cronologia completa delle presenze e delle reti in nazionale ― Belgio under 21 | Cronologia completa delle presenze e delle reti in nazionale ― Belgio under 21 | Cronologia completa delle presenze e delle reti in nazionale ― Belgio under 21 | Cronologia completa delle presenze e delle reti in nazionale ― Belgio under 21 | Cronologia completa delle presenze e delle reti in nazionale ― Belgio under 21 | Cronologia completa delle presenze e delle reti in nazionale ― Belgio under 21 |
| Data                                                                           | Città                                                                          | In casa                                                                        | Risultato                                                                      | Ospiti                                                                         | Competizione                                                                   | Reti                                                                           | Note                                                                           |
| ------------------------------------------------------------------------------ | ------------------------------------------------------------------------------ | ------------------------------------------------------------------------------ | ------------------------------------------------------------------------------ | ------------------------------------------------------------------------------ | ------------------------------------------------------------------------------ | ------------------------------------------------------------------------------ | ------------------------------------------------------------------------------ |
| 14-8-2012                                                                      | Dunfermline                                                                    | Scozia under 21                                                                | 0 – 1                                                                          | Belgio under 21                                                                | Amichevole                                                                     | -                                                                              | 45’                                                                            |
| 6-9-2012                                                                       | Beveren                                                                        | Belgio under 21                                                                | 1 – 3                                                                          | Norvegia under 21                                                              | Qual. Europeo Under-21 2013                                                    | -                                                                              |                                                                                |
| 10-9-2012                                                                      | Beveren                                                                        | Belgio under 21                                                                | 5 – 0                                                                          | Islanda under 21                                                               | Qual. Europeo Under-21 2013                                                    | -                                                                              | 77’                                                                            |
| 5-2-2013                                                                       | Malines                                                                        | Belgio under 21                                                                | 1 – 1                                                                          | Spagna under 21                                                                | Amichevole                                                                     | 1                                                                              |                                                                                |
| 25-3-2013                                                                      | Oud-Heverlee                                                                   | Belgio under 21                                                                | 2 – 0                                                                          | Cipro under 21                                                                 | Qual. Europeo Under-21 2015                                                    | -                                                                              | 86’                                                                            |
| 13-8-2013                                                                      | Oud-Heverlee                                                                   | Belgio under 21                                                                | 1 – 1                                                                          | Israele under 21                                                               | Amichevole                                                                     | -                                                                              | 46’                                                                            |
| Totale                                                                         |                                                                                | Presenze                                                                       | 6                                                                              |                                                                                | Reti                                                                           | 1                                                                              |                                                                                |

## Palmarès

### Club

#### Competizioni nazionali
- Campionato belga: 1

Gent: 2014-2015
- Supercoppa del Belgio: 1

Gent: 2015